# 狹額絨螯蟹
狹額絨螯蟹（学名：Eriocheir leptognathus），又稱狭颚绒螯蟹，为绒螯蟹属的动物。分布于朝鲜西岸以及中国大陆的福建、浙江、江苏、山东、渤海湾、辽东湾等地，生活环境为海水，多栖息于积有海水的泥坑中、或河口的泥滩上及近海河口处。